# Dina Manfredini
Dina Manfredini, de son nom de jeune fille Dina Guerri, est une supercentenaire italo-américaine née le 4 avril 1897 à Pievepelago, en Émilie-Romagne en Italie et morte le 17 décembre 2012 à Johnston, Iowa (États-Unis). Pendant 13 jours, elle fut la personne la plus âgée du monde, à la mort de Besse Cooper le 4 décembre 2012.

## Biographie
Dina Manfredini est également la personnalité d'origine italienne la plus âgée connue, de tout temps, bien qu'elle prenne la nationalité américaine, s'installant en 1920 à Des Moines, dans l'Iowa, avec son mari Riccardo, mort en 1965, dont elle a eu quatre enfants, dont trois lui survivent.
Après avoir travaillé dans une usine de munitions pendant la Seconde Guerre mondiale, puis fait des ménages jusqu'à 90 ans, en mentant sur son âge pour travailler, elle est entrée en maison de retraite à l'âge de 110 ans, en 2007.
Affublée de problèmes d'audition, elle peut continuer à marcher, à la fin appuyée sur une canne.
On lui connait 7 petits-enfants, 7 arrière-petits-enfants et 14 arrière-arrière-petits-enfants.